# Cyathea brevistipes
Cyathea brevistipes är en ormbunkeart som beskrevs av Robbin C. Moran. Cyathea brevistipes ingår i släktet Cyathea och familjen Cyatheaceae. Inga underarter finns listade.